# In + Out Records
In + Out Records is een onafhankelijk Duits jazz-platenlabel. Het werd eind jaren negentig opgericht door Frank Kleinschmidt en is gevestigd in Freiburg. De naam van het label is ontleend aan een album van de saxofonist Joe Henderson uit 1964. Het motto van het label is "In the Groove and Out of the Ordinary".
Op het label kwam muziek uit van onder meer Art Blakey, verschillende groepen met Arthur Blythe, Lester Bowie, Larry Coryell, Maynard Ferguson, Brainstorm (met Chico Freeman), Johnny Griffin, Buster Williams, Jasper van 't Hof (met o.m. Bob Malach), Paul Kuhn, Airto Moreira met Flora Purim, Roots, Woody Shaw, Sun Ra Arkestra, James Blood Ulmer, Grant Celvin Weston en een trio met Billy Cobham, Ron Carter en Kenny Barron,